# Liste der Monuments historiques in Sarrey
Die Liste der Monuments historiques in Sarrey führt die Monuments historiques in der französischen Gemeinde Sarrey auf.

## Liste der Immobilien
| Bezeichnung       | Beschreibung             | Standort               | Kennzeichnung | Schutzstatus | Datum | Bild |
| ----------------- | ------------------------ | ---------------------- | ------------- | ------------ | ----- | ---- |
| Kirche St-Maurice | ab dem 12. Jahrhundert   | Rue de l’Église (Lage) | PA00079237    | Inscrit      | 1927  |      |
| Friedhofskreuz    | 14. oder 16. Jahrhundert | Rue de l’Église (Lage) | PA00079236    | Inscrit      | 1927  |      |